# Эдвардс, Рахим
Рахи́м Ната́ньел А́нферни Э́двардс (англ. Raheem Nathaniel Anfernee Edwards; 17 июля 1995, Торонто) — канадский футболист, левый полузащитник клуба MLS «Клёб де Фут Монреаль» и сборной Канады.

## Биография

### Ранние годы
Эдвардс родился в Торонто и рос в Миссиссоге, где начал заниматься футболом в детско-юношеской команде «Эрин-Миллс» в возрасте 6 лет.
В 2014 году Эдвардс поступил в Колледж Шеридана, и том же году в составе команды вуза одержал победу в национальной студенческой лиге.

### Клубная карьера
В марте 2015 года Эдвардс присоединился к академии ФК «Торонто». Немного позднее был заявлен за фарм-клуб «красных» в USL «Торонто II», и 28 марта дебютировал за вторую команду в матче против «Монреаля». 1 августа 2015 года «Торонто II» заключил с Эдвардсом постоянный профессиональный контракт. Неделю спустя, 8 августа, он забил свой первый гол на взрослом уровне, поразив ворота «Питтсбург Риверхаундс».
29 июня 2016 года основная команда «Торонто» заключила с Эдвардсом краткосрочное соглашение. В тот же день в ответном матче финала Первенства Канады против «Ванкувер Уайткэпс» состоялся его дебют за «Торонто». Впервые на поле в матче MLS он вышел 2 июля во встрече с «Сиэтл Саундерс». Перед самым началом сезона 2017 Эдвардс был подписан первой командой «Торонто» на постоянной основе. Свой первый гол в MLS забил 30 июля 2017 года, посодействовав разгрому «Нью-Йорк Сити» со счётом 4:0.
12 декабря 2017 года клуб-новичок MLS «Лос-Анджелес» выбрал Эдвардса на Драфте расширения. Однако, несколько часов спустя он вместе с Юккой Райталой, также выбранным на драфте, были обменяны в «Монреаль Импакт» на Лорана Симана. За «Монреаль Импакт» дебютировал в матче стартового тура сезона 2018 4 марта против «Ванкувер Уайткэпс». В матче следующего тура против «Коламбус Крю» 10 марта забил свой первый мяч за квебекцев.
17 июля 2018 года Эдвардс перешёл в «Чикаго Файр» за $400 тыс. в целевых распределительных средствах. Дебютировал за «Чикаго» 21 июля в матче против «Торонто», в котором, выйдя в стартовом составе, отметился результативной передачей. 7 октября в матче против «Ди Си Юнайтед» забил свой первый гол за «Файр». 3 апреля 2019 года у Эдвардса было диагностировано растяжение латеральной коллатеральной связки коленного сустава, из-за чего он пропустил полтора месяца.
11 февраля 2020 года Эдвардс был обменян в «Миннесоту Юнайтед» на Уайатта Омсберга. За «Миннесоту Юнайтед» дебютировал 7 марта в матче против «Сан-Хосе Эртквейкс», выйдя на замену в концовке. По окончании сезона 2020 контракт Эдвардса с «Миннесотой Юнайтед» истёк.
17 декабря 2020 года на первом этапе Драфта возвращений MLS Эдвардс был выбран клубом «Лос-Анджелес». Дебютировал за «Лос-Анджелес» в матче стартового тура сезона 2021 против «Остина» 17 апреля. 5 мая Эдвардс был отдан в аренду клубу Чемпионшипа ЮСЛ «Лас-Вегас Лайтс» на намеченный на тот же день матч против «Лос-Анджелес Гэлакси II». По окончании сезона 2021 Эдвардс стал свободным агентом.
7 января 2022 года Эдвардс присоединился к «Лос-Анджелес Гэлакси», подписав трёхлетний контракт до конца сезона 2024 с опцией продления на сезон 2025. За «Гэлакси» дебютировал 27 февраля в матче стартового тура сезона 2022 против «Нью-Йорк Сити». 17 сентября в матче против «Колорадо Рэпидз» забил свой первый гол за «Гэлакси».
11 декабря 2023 года Эдвардс был продан в «Клёб де Фут Монреаль» (бывший «Монреаль Импакт») за $400 тыс. в общих распределительных средствах.

### Международная карьера
В составе олимпийской сборной Канады Эдвардс принимал участие в футбольном турнире Панамериканских игр 2015, где сыграл в двух матчах. В мае 2016 года он участвовал в товарищеских матчах олимпийцев Канады с олимпийскими сборными Гайаны и Гренады, в которых отличился по голу.
В январе 2017 года Эдвардс вызывался в тренировочный лагерь национальной сборной Канады в преддверии товарищеской игры со сборной Бермудских Островов, но в заявку непосредственно на матч включён не был. За сборную Канады Эдвардс дебютировал 13 июня 2017 года в товарищеском матче со сборной Кюрасао. Эдвардс был в составе канадской сборной на Золотом кубке КОНКАКАФ 2017, однако, не сыграв на турнире ни минуты, перед стадией плей-офф согласно опции в регламенте был заменён на Кайла Ларина.

## Статистика

### Клубная
| Выступление          | Выступление      | Выступление      | Лига | Лига | Плей-офф | Плей-офф | Кубок | Кубок | Континент | Континент | Итого | Итого |
| Клуб                 | Лига             | Сезон            | Игры | Голы | Игры     | Голы     | Игры  | Голы  | Игры      | Голы      | Игры  | Голы  |
| -------------------- | ---------------- | ---------------- | ---- | ---- | -------- | -------- | ----- | ----- | --------- | --------- | ----- | ----- |
| Торонто II           | USL              | 2015             | 21   | 2    | —        | —        | —     | —     | —         | —         | 21    | 2     |
| Торонто II           | USL              | 2016             | 20   | 6    | —        | —        | —     | —     | —         | —         | 20    | 6     |
| Торонто II           | USL              | 2017             | 1    | 0    | —        | —        | —     | —     | —         | —         | 1     | 0     |
| Торонто II           | Итого            | Итого            | 42   | 8    | —        | —        | —     | —     | —         | —         | 42    | 8     |
| Торонто              | MLS              | 2016             | 1    | 0    | 0        | 0        | 1     | 0     | —         | —         | 2     | 0     |
| Торонто              | MLS              | 2017             | 21   | 1    | 1        | 0        | 3     | 0     | —         | —         | 25    | 1     |
| Торонто              | Итого            | Итого            | 22   | 1    | 1        | 0        | 4     | 0     | —         | —         | 27    | 1     |
| Монреаль Импакт      | MLS              | 2018             | 14   | 2    | —        | —        | —     | —     | —         | —         | 14    | 2     |
| Монреаль Импакт      | Итого            | Итого            | 14   | 2    | —        | —        | —     | —     | —         | —         | 14    | 2     |
| Чикаго Файр          | MLS              | 2018             | 13   | 1    | —        | —        | 1     | 0     | —         | —         | 14    | 1     |
| Чикаго Файр          | MLS              | 2019             | 4    | 1    | —        | —        | 1     | 0     | —         | —         | 5     | 1     |
| Чикаго Файр          | Итого            | Итого            | 17   | 2    | —        | —        | 2     | 0     | —         | —         | 19    | 2     |
| Миннесота Юнайтед    | MLS              | 2020             | 12   | 0    | 3        | 0        | —     | —     | —         | —         | 15    | 0     |
| Миннесота Юнайтед    | Итого            | Итого            | 12   | 0    | 3        | 0        | —     | —     | —         | —         | 15    | 0     |
| Лос-Анджелес         | MLS              | 2021             | 27   | 0    | —        | —        | —     | —     | —         | —         | 27    | 0     |
| Лос-Анджелес         | Итого            | Итого            | 27   | 0    | —        | —        | —     | —     | —         | —         | 27    | 0     |
| Лас-Вегас Лайтс      | USLC             | 2021             | 1    | 0    | —        | —        | —     | —     | —         | —         | 1     | 0     |
| Лас-Вегас Лайтс      | Итого            | Итого            | 1    | 0    | —        | —        | —     | —     | —         | —         | 1     | 0     |
| Лос-Анджелес Гэлакси | MLS              | 2022             | 30   | 1    | 2        | 0        | 3     | 0     | 1         | 0         | 36    | 1     |
| Лос-Анджелес Гэлакси | MLS              | 2023             | 30   | 2    | —        | —        | 3     | 0     | 2         | 0         | 35    | 2     |
| Лос-Анджелес Гэлакси | Итого            | Итого            | 60   | 3    | 2        | 0        | 6     | 0     | 3         | 0         | 71    | 3     |
| Всего за карьеру     | Всего за карьеру | Всего за карьеру | 195  | 16   | 6        | 0        | 12    | 0     | 3         | 0         | 216   | 16    |

### Международная
| Команда | Год   | Игры | Голы |
| ------- | ----- | ---- | ---- |
| Канада  |       |      |      |
| 2017    | 3     | 0    |      |
| 2018    | 1     | 0    |      |
| Всего   | Всего | 4    | 0    |

## Достижения
Командные
 «Торонто»
- Чемпион MLS (обладатель Кубка MLS): 2017
- Победитель регулярного чемпионата MLS: 2017
- Победитель Первенства Канады: 2016, 2017